# Johanna Ernst
Johanna Ernst (Mittersill, 16 novembre 1992) è un'arrampicatrice austriaca.
Pratica le competizioni di difficoltà e boulder, l'arrampicata in falesia e il bouldering.

## Biografia
Ha cominciato ad arrampicare a otto anni e si è dedicata inizialmente solo alla difficoltà. Nel 2008, raggiunti i sedici anni, gareggia nella Coppa del mondo lead di arrampicata e la vince nel suo anno di esordio, piazzandosi nelle sei gare della stagione tre volte prima, due volte seconda e una terza. Sempre nel 2008 vince il Rock Master e il Campionato Europeo a Parigi.
L'anno successivo, il 2009, vince i due titoli più importanti della stagione: la medaglia d'oro al Campionato del mondo a Qinghai e la Coppa del mondo nella lead, per la seconda volta consecutiva. Per la vittoria della Coppa del mondo e del Campionato del mondo nel 2009 ha ricevuto la medaglia d'oro all'Ordine al Merito della Repubblica Austriaca. Inoltre ha avuto la nomination per il La Sportiva Competition Award nel 2010.
Nel 2010 non ha potuto gareggiare nella Coppa del mondo lead a causa di una distorsione alla caviglia riportata il 4 giugno durante la terza prova della Coppa del mondo boulder a Vail. A settembre è riuscita nonostante questo a conquistare la medaglia d'argento al Campionato europeo a Imst.

## Palmarès

### Coppa del mondo
|         | 2008 | 2009 | 2010 | 2011 | 2012 |
| ------- | ---- | ---- | ---- | ---- | ---- |
| Lead    | 1    | 1    |      | 6    | 3    |
| Boulder |      | 22   | 28   |      |      |

### Campionato del mondo
|      | 2009 | 2011 | 2012 |
| ---- | ---- | ---- | ---- |
| Lead | 1    | 4    | 3    |

## Statistiche

### Podi in Coppa del mondo lead
| Stagione | 1º | 2º | 3º | Podi totali |
| -------- | -- | -- | -- | ----------- |
| 2008     | 3  | 2  | 1  | 6           |
| 2009     | 3  |    | 1  | 4           |
| 2011     | 2  |    |    | 2           |
| 2012     | 1  | 2  | 1  | 3           |
| Totale   | 9  | 4  | 3  | 16          |

## Falesia

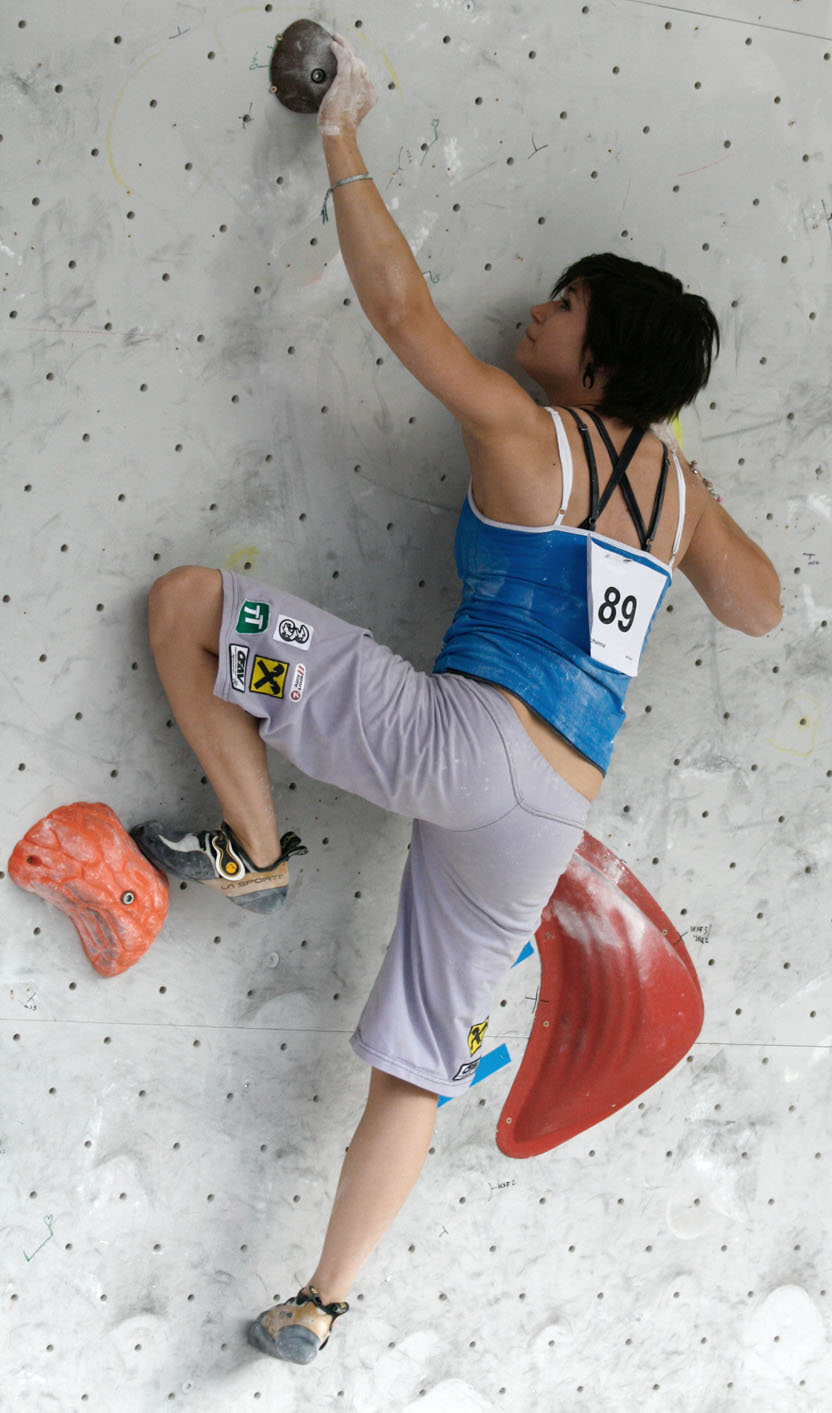
Johanna a Vienna nella seconda prova di boulder della Coppa del mondo di arrampicata 2010.

### Lavorato
- 8c+/5.14c:
  - Open your Mind - Santa Linya (ESP) - 6 aprile 2012[8]
- 8c/5.14b:
  - La Fabelita - Santa Linya (ESP) - 5 aprile 2012[8]
- 8b+/5.14a:
  - Minas Tirith - Ötztal (AUT) - 7 agosto 2008

### A vista
- 8b/5.13d:
  - Santa Linya - Santa Linya (ESP) - 3 aprile 2009[9]
- 8a+/5.13c:
  - La Mare del Tano - Santa Linya (ESP) - 3 aprile 2009
  - Flix Flax - Terradets (ESP) - 1º aprile 2009
  - White Winds - Schleierwasserfall (AUT) - 30 marzo 2008[10]